# Maščobna kislina
Maščôbna kislína je v organski kemiji in še posebej biokemiji, karboksilna kislina, pogosto z dolgimi alifatskimi verigami, ki so lahko nasičene ali nenasičene. 

## Nasičene maščobne kisline
Nasičene maščobne kisline v alifatski verigi nimajo nobenih dvojnih vezi ali drugih funkcionalnih skupin. Izraz »nasičen« se nanaša na vodik v smislu, da ima vsak atom ogljika z izjemo tistih v karboksilni skupini (-COOH) vezanih kolikor je le mogoče veliko atomov vodika. Z drugimi besedami, na atom ogljika na oddaljenem (ω) koncu verige so vezani trije atomi vodika (CH3-), na ostale atome ogljika v verigi pa po dva (-CH2-).
Nekatere nasičene maščobne kisline in krajše nerazvejane karboksilne kisline:
| oznaka | ime (IUPAC)              | trivialna imena     | molekulska formula |
| ------ | ------------------------ | ------------------- | ------------------ |
| C1:0   | metanojska kislina       | mravljinčna kislina | HCOOH              |
| C2:0   | etanojska kislina        | ocetna kislina      | CH3COOH            |
| C3:0   | propanojska kislina      | metilocetna kislina | CH3CH2COOH         |
| C4:0   | butanojska kislina       | maslena kislina     | CH3(CH2)2COOH      |
| C5:0   | pentanojska kislina      | valerianska kislina | CH3(CH2)3COOH      |
| C6:0   | heksanojska kislina      | kapronska kislina   | CH3(CH2)4COOH      |
| C7:0   | heptanojska kislina      |                     | CH3(CH2)5COOH      |
| C8:0   | oktanojska kislina       | kaprilna kislina    | CH3(CH2)6COOH      |
| C9:0   | nonanojska kislina       |                     | CH3(CH2)7COOH      |
| C10:0  | dekanojska kislina       | kaprinska kislina   | CH3(CH2)8COOH      |
| C11:0  | undekanojska kislina     |                     | CH3(CH2)9COOH      |
| C12:0  | dodekanojska kislina     | lavrinska kislina   | CH3(CH2)10COOH     |
| C14:0  | tetradekanojskja kislina | miristinska kislina | CH3(CH2)12COOH     |
| C16:0  | heksadekanojska kislina  | palmitinska kislina | CH3(CH2)14COOH     |
| C17:0  | heptadekanojska kislina  | margarinska kislina | CH3(CH2)15COOH     |
| C18:0  | oktadekanojska kislina   | stearinska kislina  | CH3(CH2)16COOH     |
| C20:0  | eikozanojska kislina     | arašidna kislina    | CH3(CH2)18COOH     |
| C22:0  | dokozanojska kislina     | behenojska kislina  | CH3(CH2)20COOH     |
| C24:0  | tetrakozanojska kislina  |                     | CH3(CH2)22COOH     |

## Enkrat nenasičene maščobne kisline
| oznaka    | ime (IUPAC)                   | trivialna imena        | molekulska formula |
| --------- | ----------------------------- | ---------------------- | ------------------ |
| C14:1(Δ9) | (Z)-9-tetradecenojska kislina | miristoleinska kislina | C14H26O2           |
| C16:1(Δ9) | (Z)-9-heksadecenojska kislina | palmitoleinska kislina | C16H30O2           |
| C18:1(Δ9) | (Z)-9-oktadecenojska kislina  | oleinska kislina       | C18H34O2           |

## Večkrat nenasičene maščobne kisline
| oznaka            | ime (IUPAC)                                    | trivialna imena                             | molekulska formula |
| ----------------- | ---------------------------------------------- | ------------------------------------------- | ------------------ |
| C18:2(Δ9,12)      | (Z,Z)-9,12-oktadekadienojska kislina           | linolna kislina, linolejska kislina         | C18H32O2           |
| C18:2(Δ6,9)       | (Z,Z)-6,9-oktadekadienojska kislina            |                                             | C18H32O2           |
| C18:3(Δ9,12,15)   | (Z,Z,Z)-9,12,15-oktadekatrienojska kislina     | linolenska kislina, alfa-linolenska kislina | C18H30O2           |
| C18:3(Δ6,9,12)    | (Z,Z,Z)-6,9,12-oktadekatrienojska kislina      | gama-linolenska kislina                     | C18H30O2           |
| C20:4(Δ5,8,11,14) | (Z,Z,Z,Z)-5,8,11,14-eikozatetraenojska kislina | arahidonska kislina                         | C20H30O2           |